# Mount Aeolus, Antarktis
Mount Aeolus är ett berg i Antarktis. Det ligger i Östantarktis. Nya Zeeland gör anspråk på området. Toppen på Mount Aeolus är 2 000 meter över havet, och 501 meter över den omgivande terrängen. Bredden vid basen är 8,1 km.
Terrängen runt Mount Aeolus är kuperad åt nordväst, men bergig i sydostlig riktning. Mount Aeolus ligger uppe på en höjd som går i öst-västlig riktning. Trakten är obefolkad utan några samhällen i närheten. 